# Willy Cohn
Willy Cohn (Breslau (Duitsland), 12 december 1888 – Kaunas (Litouwen), 29 november 1941) was een Duitse historicus en leraar van Joodse afkomst. Hij geniet vooral bekendheid voor zijn dagboeken die het Joodse leven onder het nazi-bewind beschrijven in zijn woonplaats Breslau.

## Levensloop
Cohn werd geboren in welvarende handelaarsgeslacht. Hij studeerde van 1906 tot 1909 geschiedenis in Breslau en Heidelberg. Hij promoveerde op een onderzoek naar de Normandische vloot in Sicilië. Zijn proefschrift werd in 1910 gepubliceerd. Later publiceerde Cohn meerdere werken, onder andere over het Joodse leven in de middeleeuwen, korte biografieën over de grondleggers van de Duitse sociaaldemocratie en de “founding fathers” van het communisme, Karl Marx en Friedrich Engels.
Na zijn promotie legde Cohn een examen waardoor hij leraar kon worden op het gymnasium. Hij ambieerde een academisch carrière aan de Universiteit van Breslau, maar hij werd vanwege zijn Joodse afkomst gediscrimineerd. Tijdens de Eerste Wereldoorlog diende Cohn in het Duitse leger en ontving een IJzeren Kruis. Cohn begon in 1919 met les geven op het Johannesgymnasium in Breslau. Daar werd hij in juni 1933 vanwege zijn SPD-lidmaatschap ontslagen. Een van zijn studenten was de latere historicus Walter Laquer, die in 1996 aandacht vroeg voor Cohns dagboeken.
Ondanks de toenemende Jodenvervolging bleef Cohn met zijn vrouw en twee dochters in Duitsland, waarmee hij zich sterk verbonden voelde. In zijn dagboeken beschreef hij het Joodse leven in Breslau. De stad omvatte op dat moment de derde grootste Joodse gemeenschap in Duitsland. Cohn overwoog te emigreren toen de vervolging toenam. In 1937 bezocht hij samen met zijn vrouw Palestina, maar vanwege zijn zwakke gezondheid zag hij weinig werkperspectief. Na de Kristallnacht wilde het gezin alsnog vluchten, maar het was intussen te laat. Na de uitbraak van de Tweede Wereldoorlog beperkte het naziregime de emigratiemogelijkheden voor Joden verder. De Cohns werden op 21 november 1941 gearresteerd en naar het inmiddels bezette Litouwen gedeporteerd. Op 29 november 1941 werd hij in het Negende Fort bij Kaunas doodgeschoten, samen met tweeduizend andere Joden uit Breslau en Wenen. Onder hen waren ook Cohns vrouw Gertrud (geb. 1901) en dochters Susanne (geb. 1932) en Tamara (geb. 1938).
Cohns dagboeken zijn bewaard en liggen in het Centrale Archief voor de Geschiedenis van het Joodse Volk in Jeruzalem en werden in december 2006 gepubliceerd. In 2012 verscheen er een Engelse vertaling: No Justice in Germany: The Breslau Diaries, 1933-1941. Samen met onder andere Victor Klemperer wordt Cohn beschouwd als een van de belangrijkste documentalisten van de Jodenvervolging in de Tweede Wereldoorlog.